# Kingairloch
Kingairloch är en by i Highland i Skottland. Byn är belägen 9 km 
från Strontian. Orten har 31 invånare (2011).